# Basilika St. Franz Xaver

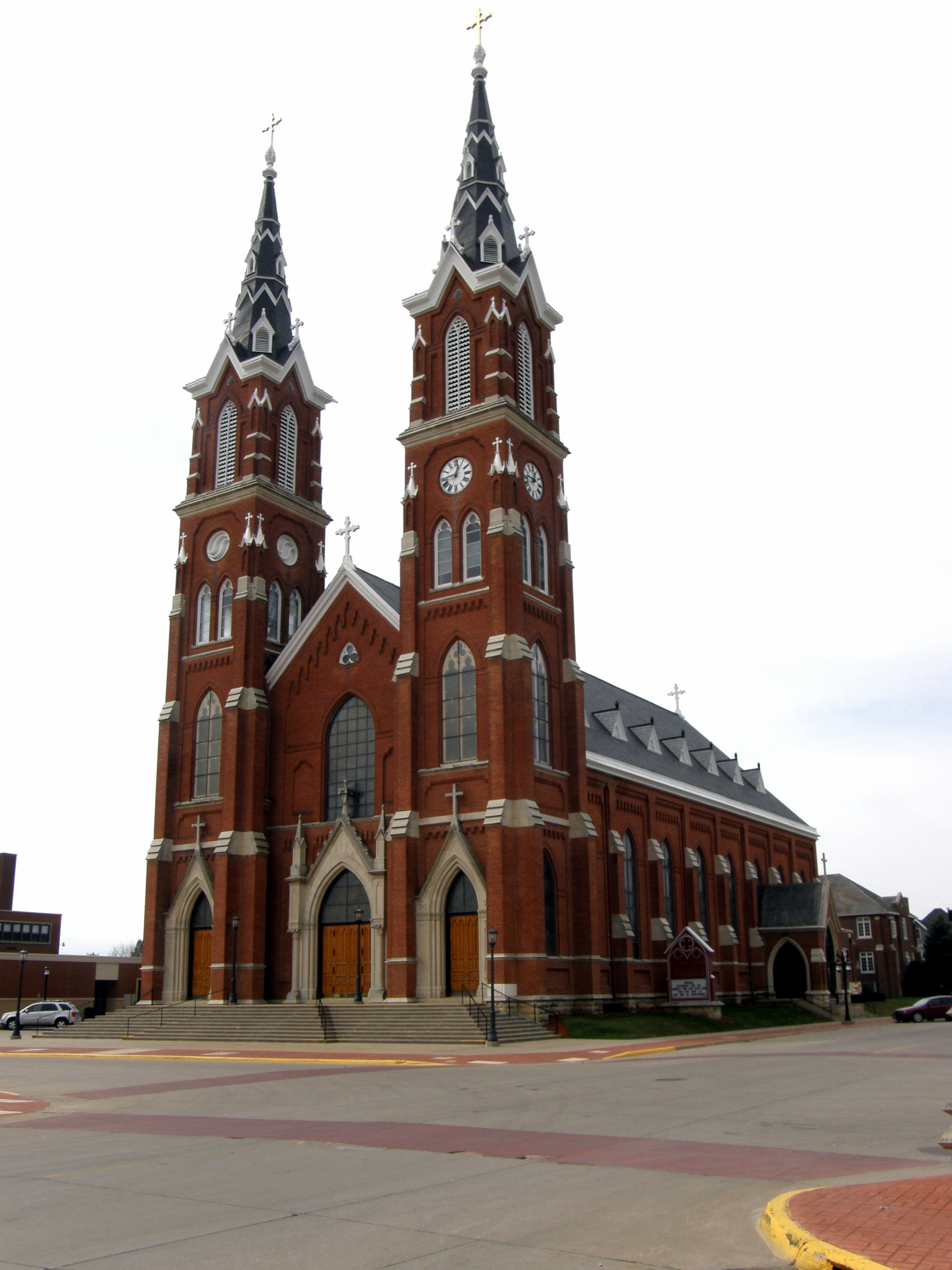
Außenansicht der Basilika

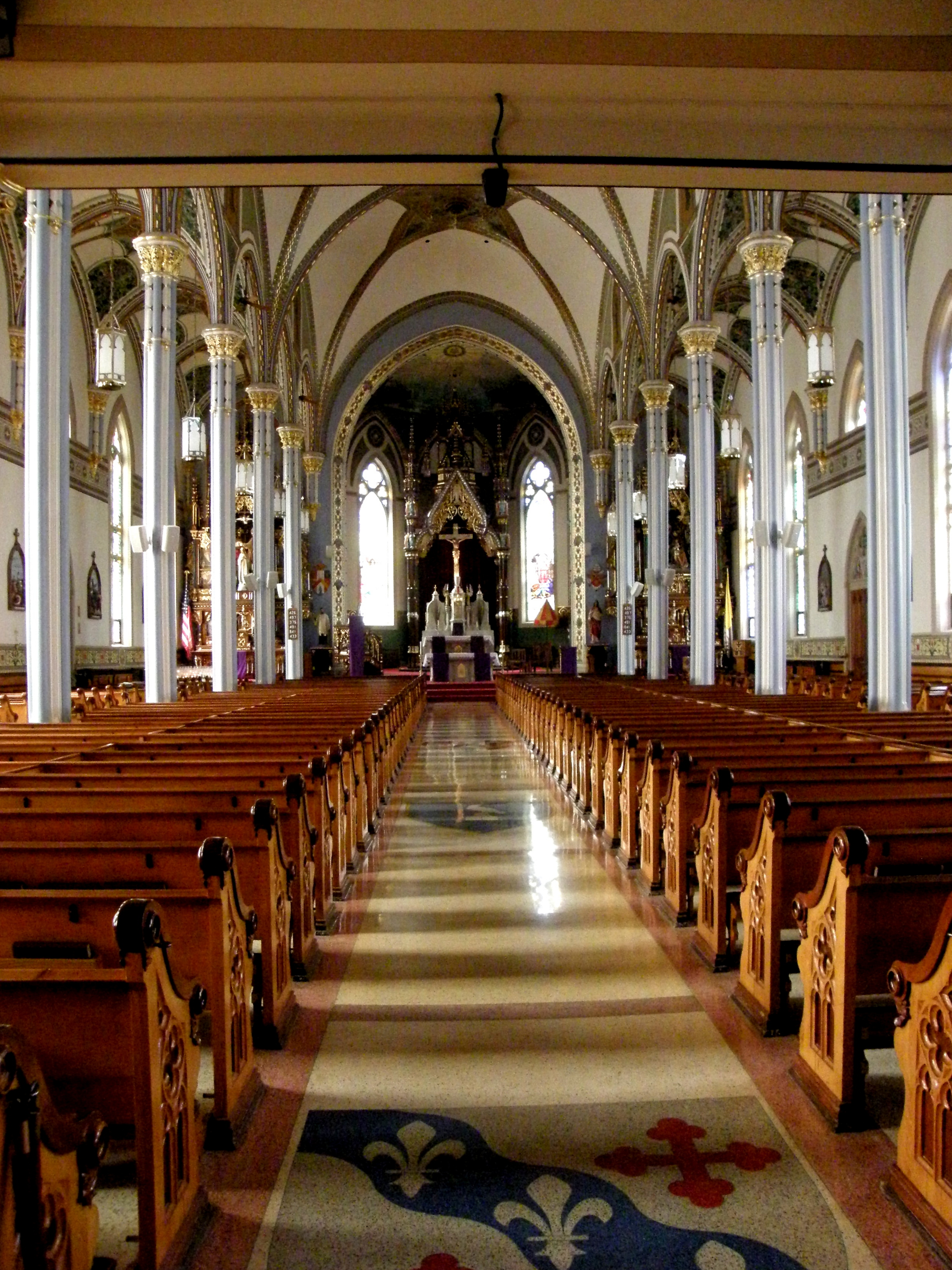
Hauptschiff

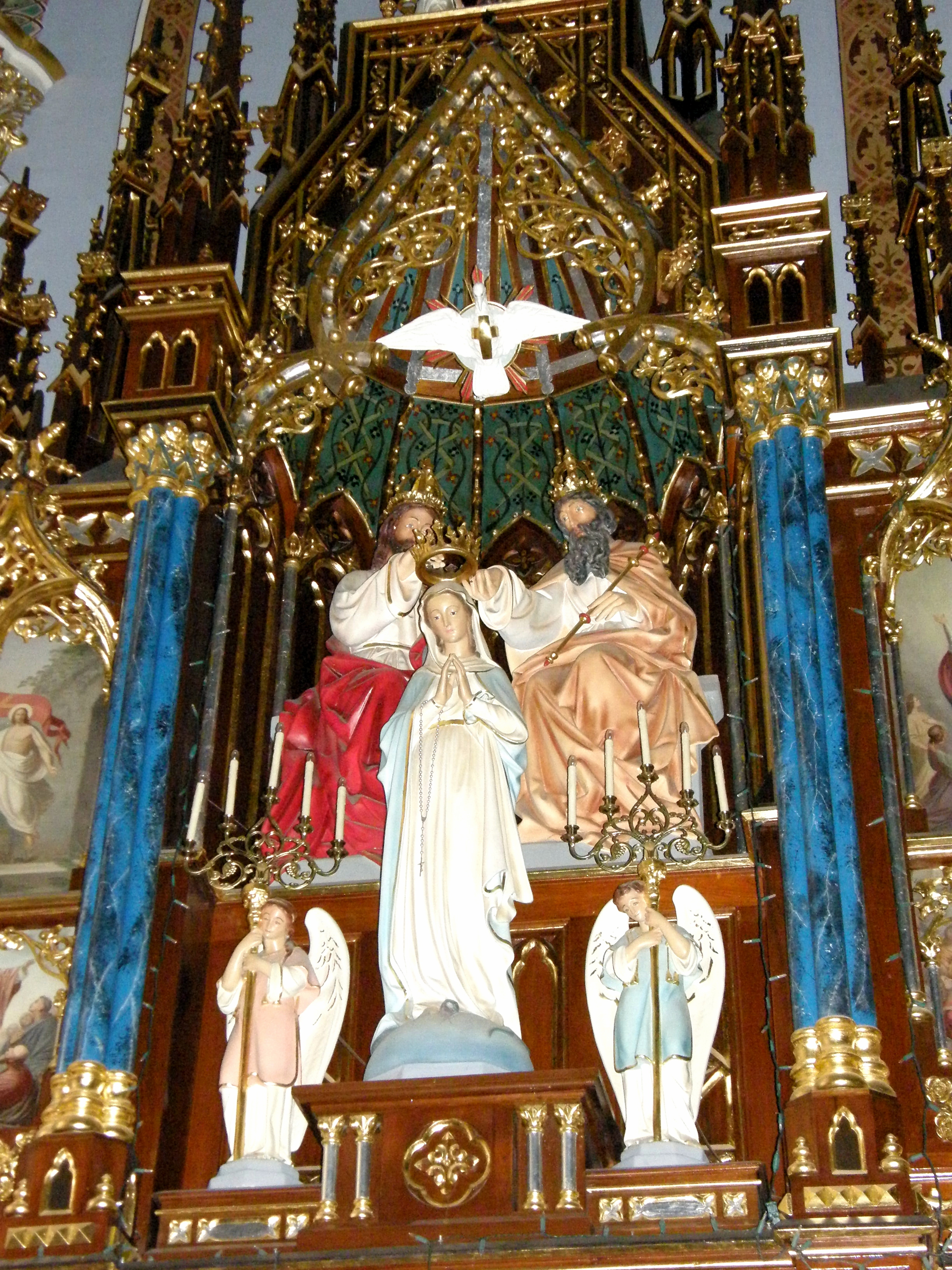
Seitenaltar der Krönung Mariens

Die Basilika St. Franz Xaver ist eine römisch-katholische Kirche in Dyersville im US-amerikanischen Bundesstaat Iowa. Die Pfarrkirche des Erzbistums Dubuque wurde dem Missionar Franz Xaver gewidmet. Die neugotische Kirche trägt den Titel einer Basilica minor und wurde zusammen mit dem Pfarrhaus in das National Register of Historic Places aufgenommen.

## Geschichte
Dyersville wurde ursprünglich von englischen Einwanderern besiedelt. Innerhalb weniger Jahre zogen die Engländer weiter und viele deutsche Einwanderer kamen in die Region. Für diese Einwanderer wurde 1859 eine Pfarrgemeinde gegründet. Die erste St.-Franz-Xaver-Kirche wurde 1862 fertiggestellt. Die Pfarrgemeinde wuchs rasch und die Kirche musste bis 1869 verdoppelt werden. 1880 wurde die Notwendigkeit einer größeren Kirche offenkundig und Mitte der 1880er Jahre die Planung begonnen. Die Architekten Fridolin Heer senior und jr. aus Dubuque entwarfen die neugotische Kirche. Mit dem Bau wurde 1887 begonnen, und am 3. Juni 1888 wurde der Grundstein gelegt. Die neue Kirche wurde am 3. Dezember 1889 von Bischof John Hennessy feierlich geweiht. Das Pfarrhaus wurde 1935 westlich der Kirche erbaut. In den 1940er Jahren begannen Vorarbeiten zur Erlangung des Status einer Basilika. Am 11. Mai 1956 wurde die Kirche von Papst Pius XII. zur Basilica minor erhoben. Es war die zwölfte Kirche in den Vereinigten Staaten, die diese Ehre erhielt. Die Südseite der Basilika wurde 1989 ergänzt. Sie enthielt einen behindertengerechten Aufzug, Toiletten und einen Zugang zum Keller der Basilika. Das Innere der Kirche wurde von 2000 bis 2001 renoviert.

## Architektur
Der neugotische Stil zeigt Einflüsse aus England, Frankreich und Deutschland. Die beiden Türme sind 65 Meter hoch und tragen 4,3 Meter hohe Kreuze. Die dreischiffige Hallenkirche besitzt einen rechteckigen Grundriss von 53 zu 21 Metern bei einer Höhe von 23 Metern. An der Westseite schließt sie mit einer polygonalen Apsis. Der Innenraum umfasst Säulen und Gewölbedecken. Die Kirche bietet Platz für etwa 1000 Personen.

## Ausstattung
Das Innere der Kirche ist mit einer Reihe von Gemälden und Fresken geschmückt. Ein Großteil dieser Arbeit wurde 1904 bis 1905 von Mitgliedern der Familie Brielmaier, Clotilda und Alphonse, ausgeführt. Die Originalfresken wurden 1930 und 1955 überarbeitet und teilweise abgedeckt. Über dem Hochaltar befindet sich ein großes zentrales Gemälde der himmlischen Liturgie, das in der Offenbarung erwähnt wird: Die Anbetung des mystischen Lammes Gottes.
Die beiden Seitenaltäre wurden von John Erhard Brielmaier entworfen und im März 1897 errichtet. Sie messen 11 × 4,6 m und bestehen aus Butternussholz. [3] Der Marienaltar heißt Die Krönung und der Josephsaltar Die heilige Familie. Brielmaier entwarf auch den 16 Meter hohen Butternuss-Baldachin für den Hochaltar, der aus italienischem Marmor gefertigt wurde. Beide wurden im Dezember 1897 installiert. Das holzgeschnitzte Kruzifix aus Walnuss über dem Altar wurde 1873 für die erste Kirche von einem Gemeindemitglied aus seinem eigenen Baum geschaffen. Die reich verzierte Kanzel von 1906 steht links vom Altar. Ebenfalls in Butternuss gehauen, befand sie sich ursprünglich im Kirchenschiff und hatte einen geschnitzten Baldachin darüber. Die auf der Kanzel geschnitzten Bilder umfassen die Evangelisten, die Apostel Petrus und Paulus und fünf Kirchenlehrer: Ambrosius von Mailand, Hieronymus, Gregor der Große, Augustinus von Hippo und Thomas von Aquin. Ein freistehender Altar wurde 1973 von Fritz Ganshirt.
Die Kirche hat 64 große Glasfenster. Bemerkenswert ist das Rosettenfenster über dem Eingang der Kirche, das 1959 installiert wurde. Es ersetzte ein herkömmliches Kirchenfenster. Ein indianisches Motiv wurde in Anerkennung vieler lokaler indianischer Stämme ausgewählt, die dieses Gebiet 150 Jahre zuvor besiedelten.
Wicks Organ Company aus Highland, Illinois, baute für die Basilika 1971 eine Orgel mit 37 Registern, welche die ursprüngliche Orgel der ersetzte.